# Bitfinex
Bitfinex — сервіс обміну криптовалют, належить і керується компанією iFinex Inc., і зареєстрований на Британських Віргінських островах.
Bitfinex була однією з перших професійних платформ, створених для торгівлі криптовалютою — її було засновано у 2012 році. Спочатку це була однорангова (peer-to-peer) біржа біткойнів, а пізніше була додана підтримка інших криптовалют. 2014 року — це вже була найбільша біткойн-біржа з більш ніж 10 % від біржового трейдингу криптовалют.
Bitfinex пропонує великі обсяги торгівлі, спотові та похідні продукти, включаючи біржову торгівлю, маржинальне фінансування (P2P-кредитування), позабіржові ринки та торгівлю деривативами.
Bitfinex підтримує понад 170 криптовалют на своїй активній торговій платформі, включаючи Bitcoin, Ethereum, Tether, Solana, Litecoin та багато інших.
Критики неодноразово піднімали питання про відносини між Bitfinex і Tether.

## Історія
У травні 2015 року з Bitfinex хакерами було викрадено 1500 біткойнів.
2016 — стався повторний злам. Тоді з рахунків клієнтів було викрадено 119,756 біткойна на 72 млн доларів. Відразу після цього торгівля біткойном впала на 20 %. Тимчасово було припинено всі виплати та торгівлю.
2 серпня 2016 року, сервіс вперше оголосив про проблеми з безпекою.
Незабаром після зламів, сервіс оголосив про створення токенів BFX, які були використані для повернення клієнтам викрадених криптовалют. Один токен коштував 1 долар. У квітні 2017 року біржа оголосила, що було викуплено всі токени BFX у користувачів. Таким чином, всі клієнти повернули свої гроші.
Артур Гейс (засновник BitMEX) та інші скаржилися на відсутність відомостей, що надаються сервісом про хакерські атаки. Дер Вельде відповів, що Bitfinex «відкрито і прозоро розказує про злам, наскільки це можливо з урахуванням кримінального розслідування».

### 2017
У квітні 2017 року сервіс оголосив, що не може виводити користувачам кошти в доларах США після того, як Wells Fargo відключив можливість проведення грошових переказів. Bitfinex та Tether подали позов проти Wells Fargo, проте за кілька днів забрали його. Користувачі почали скуповувати біткойни, щоб вивести їх. Як наслідок, біткойни торгувалися за ціною майже на 100 доларів США вище, ніж на інших сервісах обміну.
Незабаром стало відомо, що всі міжнародні перекази було анульовано під час роботи із тайванським банком. З того часу сервіс міняє різні банки, не повідомляючи клієнтам, де зберігаються гроші.

### 2023
4 вересня 2023 року, видання The Block повідомило, що криптовалютна біржа Bitfinex тримає цифрове золото на своєму балансі. Платформа історично зберігала частину зборів від біткойн-операцій «як довгострокове зобов'язання перед першою і найбільшою у світі криптовалютою». Раніше сервіс Bitfinex повідомляв, що біржі, які отримують «вигоду від біткойну», повинні інвестувати частину прибутку в першу криптовалюту та технології на її основі. Як результат, криптовалютна біржа Bitfinex вважає, що Lightning [Network], RGB-контракти, ліквідний стейкінг — це якраз те, на що орієнтується Bitfinex.

## Tether
Tether — криптовалюта, прив'язана до долара США. Tether (USDT) — ключовий представник криптовалютної групи стейблкоїнів, курс яких прив'язаний до фіатної валюти, отже є відносно стабільним або навіть фіксованим. Tether тісно пов'язана з Bitfinex.